# 오주한
오주한(吳走韓, 본명: Wilson Loyanae Erupe, 1988년 11월 20일 ~ )는 케냐 출신의 장거리 달리기 선수이다. 2018년 대한민국으로 귀화하여 오주한(吳走韓)으로 개명하였다. 힌국으로의 귀화를 도와주고 실질적으로 아버지의 역할을 한 사람은 오창석 육상감독 겸 백석대학교 스포츠과학부 교수였다.
2011년 몸바사 마라톤에서 2:13:00으로 처음 우승한 이후, 서울 국제 마라톤과 경주 국제 마라톤 등에서 우승했다.
2012년 금지 약물인 에리트로포이에틴(EPO) 복용이 검출되어 2년간 경기 출전 처분을 받기도 했다.
2016년 서울 국제 마라톤에서 세운 2:05:13이 개인 최고 기록이다.
2021년 제32회 도쿄 하계 올림픽 남자 마라톤에서 15km 지점 앞에서 허벅지 통증이 심해 기권하였다.